# 에미레이츠컵
에미레이츠컵(영어: Emirates Cup)은 잉글랜드의 런던을 연고로 삼고 있는 아스널 FC의 홈구장인 에미레이트 스타디움에서 매년 여름에 개최되는 토너먼트 형식의 프리 시즌 축구 친선 경기이다. 초청을 받은 4개의 축구 팀(남성팀 두 팀, 여성팀 두 팀)이 총 2일 간 경기를 벌이는 에미레이츠컵은 아스널의 메인 스폰서인 에미레이트 항공의 이름을 따 2007년에 개막해 매년 개최되고 있다. 2012년에는 런던 올림픽으로 인해 개최되지 않았으며, 2016년과 2018년에는 각각 경기장 보수와 스타디움의 건축 공사로 인해 개최가 불발되었다.
에미레이츠컵은 암스테르담 토너먼트와 마찬가지로 2000년대까지는 각 팀이 두 판씩 경기를 치루어서 이겼을 때는 승점 3점, 무승부일 때는 승점 1점, 패배하였을 때는 승점을 부여하지 않는 방식을 사용하였다. 또한 골을 넣을 때마다 추가 점수가 부여되기도 하였는데, 이 방식은 2011년에 폐지되었다가, 2013년에서 다시 생겼다. 그리고 2009년부터는 토너먼트가 진행되는 동안 승점, 골 득실차, 득점 등이 동점인 팀이 생겼을 때에는 유효 슈팅으로 최종 결정전을 벌였다. 2019년부터는 아스널 WFC이 들어오면서 경기가 진행되는 날이 2일에서 하루로 줄었다.
아스널은 2007년 첫 번째로 치루어진 대회에서 우승하였고, 2009년, 2010년, 2015년, 마지막으로 가장 최근에 가져간 2017년까지 네 번의 추가 우승을 하였다. 이외에는 2008년에 함부르크 SV, 2011년에 뉴욕 레드불스, 2013년에 갈라타사라이 SK, 2014년에 발렌시아 CF, 2019년에 올랭피크 리옹까지 총 다섯 팀이 우승을 가져갔다. 올랭피크 리옹과 파리 생제르맹 FC는 세 차례 참여하였고, 이중 리옹은 우승과 준우승 한 번씩, 생제르맹은 준우승 두 번에 그쳤다.

## 역사
아스널은 2007년 3월 홈구장인 에미레이트 스타디움에서 프리시즌 대회를 열겠다는 의사를 처음 밝혔다. 키스 에들맨 상무이사는 이 대회가 정말 흥미롭다고 말하며, 7월 말 정도에 프리시즌이 개최될 것이며 티켓의 가격은 합리적으로 책정될 것이라고 덧붙였다. 같은 해 5월 1일, 이탈리아의 FC 인테르나치오날레 밀라노와 프랑스의 파리 생제르맹 FC, 독일의 함부르크 SV가 참가자로 확정되었다는 소식으로 대회의 세부 내용이 공식 발표되었다. 이후 함부르크가 2007년 UEFA 인터토토컵에서 우승을 차지하며 자동적으로 인터토토컵에서 탈퇴되었고, 곧이어 스페인의 발렌시아 CF와 교환되었다.

## 역대 경기

### 개편 전
| 회 | 연도 | 우승            | 준우승           | 3등                 | 4등              | 비고   |
| -- | ---- | --------------- | ---------------- | ------------------- | ---------------- | ------ |
| 1  | 2007 | 아스널 FC       | 파리 생제르맹 FC | 발렌시아 CF         | FC 인테르 밀란   | [ 10 ] |
| 2  | 2008 | 함부르크 SV     | 레알 마드리드 CF | 아스널 FC           | 유벤투스 FC      | [ 11 ] |
| 3  | 2009 | 아스널 FC       | 레인저스 FC      | 아틀레티코 마드리드 | 파리 생제르맹 FC | [ 12 ] |
| 4  | 2010 | 아스널 FC       | 올랭피크 리옹    | 셀틱 FC             | AC 밀란          | [ 13 ] |
| 5  | 2011 | 뉴욕 레드불스   | 파리 생제르맹 FC | 아스널 FC           | CA 보카 주니어스 | [ 14 ] |
| 6  | 2013 | 갈라타사라이 SK | FC 포르투        | 아스널 FC           | SSC 나폴리       | [ 15 ] |
| 7  | 2014 | 발렌시아 CF     | 아스널 FC        | AS 모나코 FC        | SL 벤피카        | [ 16 ] |
| 8  | 2015 | 아스널 FC       | 비야레알 CF      | VfL 볼프스부르크    | 올랭피크 리옹    | [ 17 ] |
| 9  | 2017 | 아스널 FC       | 세비야 FC        | RB 라이프치히       | SL 벤피카        | [ 18 ] |

### 개편 이후
| 회 | 연도 | 남성팀 우승   | 점수 | 남성팀 준우승 | 여성팀 우승      | 점수 | 여성팀 준우승 | 비고          |
| -- | ---- | ------------- | ---- | ------------- | ---------------- | ---- | ------------- | ------------- |
| 10 | 2019 | 올랭피크 리옹 | 2–1  | 아스널 FC     | FC 바이에른 뮌헨 | 1–0  | 아스널 WFC    | [ 19 ] [ 20 ] |

## 결과

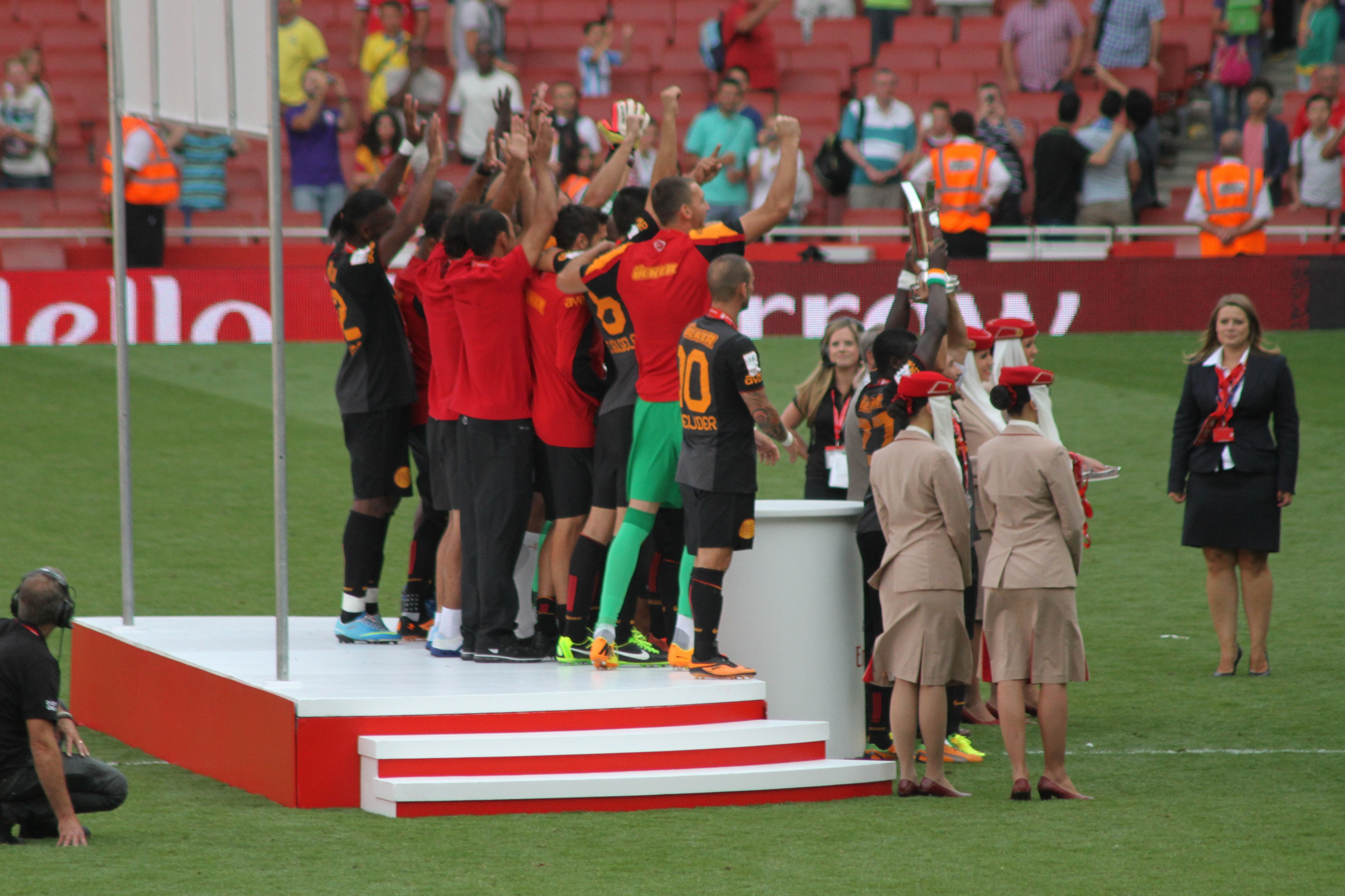
갈라타사라이 SK는 에미레이츠컵에서 우승한 첫 터키의 구단이다.

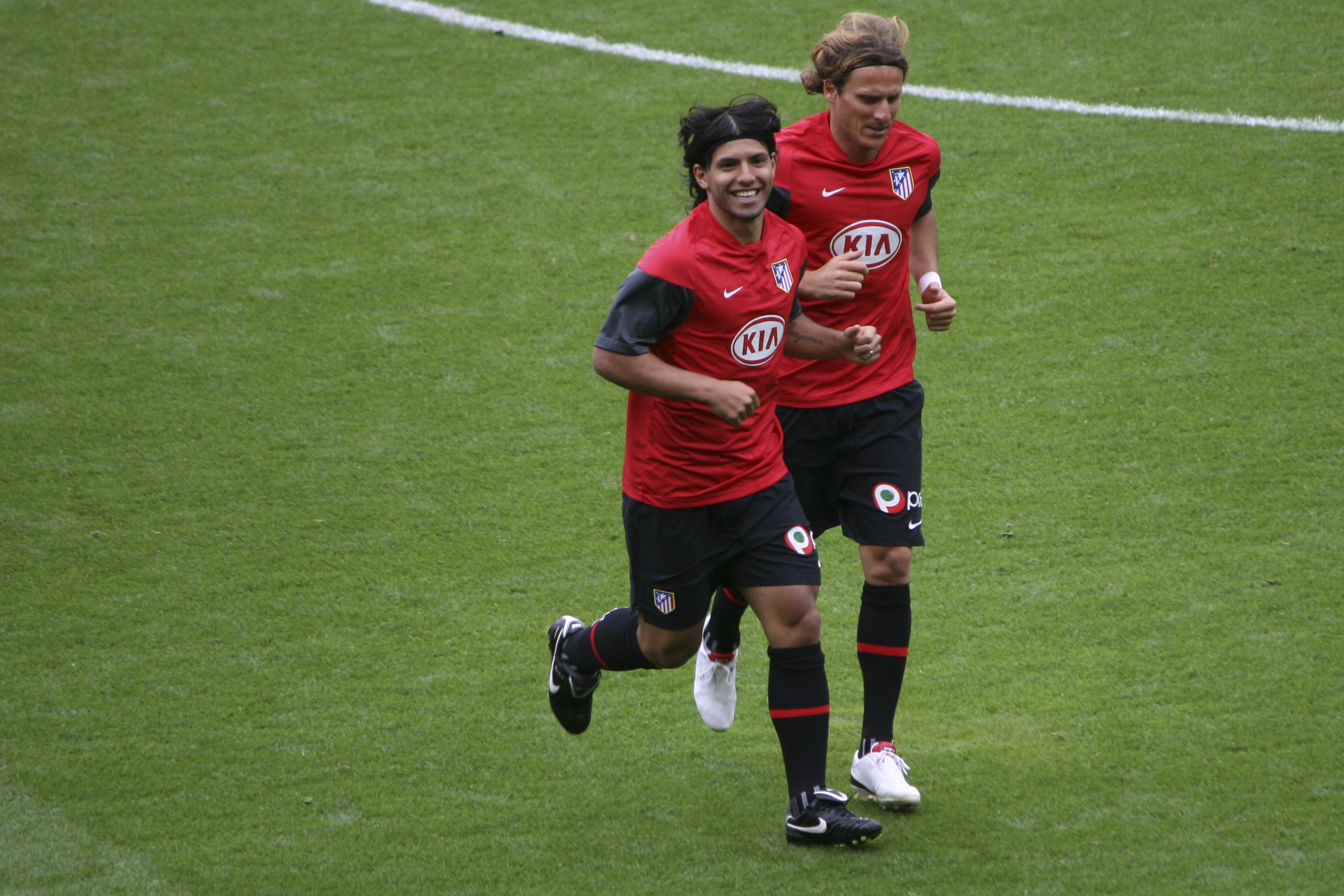
2009년 에미레이츠컵에서 뛰고 있는 세르히오 아궤로와 디에고 포를란

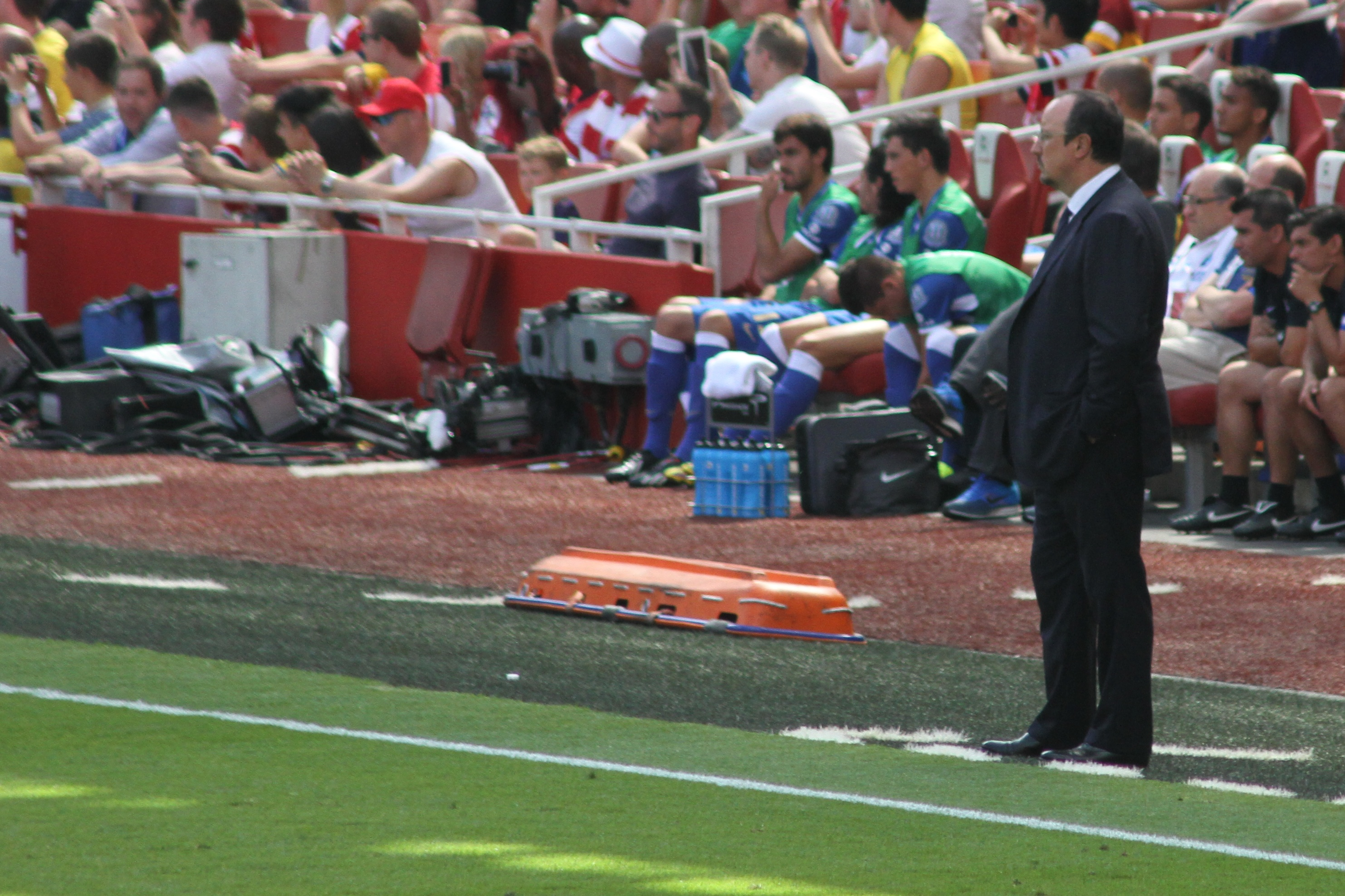
라파엘 베니테스가 토너먼트에서 나폴리를 감독하고 있는 모습

### 남성
| 팀                         | 우승 | 준우승 | 3등 | 4등 | 총합 |
| -------------------------- | ---- | ------ | --- | --- | ---- |
| 아스널 FC                  | 5    | 2      | 3   | —   | 10   |
| 올랭피크 리옹              | 1    | 1      | —   | 1   | 3    |
| 발렌시아 CF                | 1    | —      | 1   | —   | 2    |
| 갈라타사라이 SK            | 1    | —      | —   | —   | 1    |
| 함부르크 SV                | 1    | —      | —   | —   | 1    |
| 뉴욕 레드불스              | 1    | —      | —   | —   | 1    |
| 파리 생제르맹 FC           | —    | 2      | —   | 1   | 3    |
| FC 포르투                  | —    | 1      | —   | —   | 1    |
| 레인저스 FC                | —    | 1      | —   | —   | 1    |
| 레알 마드리드 CF           | —    | 1      | —   | —   | 1    |
| 세비야 FC                  | —    | 1      | —   | —   | 1    |
| 비야레알 CF                | —    | 1      | —   | —   | 1    |
| 아틀레티코 마드리드        | —    | —      | 1   | —   | 1    |
| 셀틱 FC                    | —    | —      | 1   | —   | 1    |
| AS 모나코 FC               | —    | —      | 1   | —   | 1    |
| RB 라이프치히              | —    | —      | 1   | —   | 1    |
| VfL 볼프스부르크           | —    | —      | 1   | —   | 1    |
| SL 벤피카                  | —    | —      | —   | 2   | 2    |
| CA 보카 주니어스           | —    | —      | —   | 1   | 1    |
| FC 인테르나치오날레 밀라노 | —    | —      | —   | 1   | 1    |
| 유벤투스 FC                | —    | —      | —   | 1   | 1    |
| AC 밀란                    | —    | —      | —   | 1   | 1    |
| SSC 나폴리                 | —    | —      | —   | 1   | 1    |

### 여성
| 팀               | 우승 | 준우승 | 총합 |
| ---------------- | ---- | ------ | ---- |
| FC 바이에른 뮌헨 | 1    | —      | 1    |
| 아스널 WFC       | —    | 1      | 1    |

## 같이 보기
- 축구 대회 목록